# Sclerurus rufigularis
El tirahojas piquicorto (Sclerurus rufigularis), también denominado raspahojas de pico corto, raspahojas piquicorto (en Colombia), tira-hoja de pico corto (en Perú) o raspa hoja pechianteado (en Venezuela), es una especie de ave paseriforme perteneciente al género Sclerurus de la familia Furnariidae. Es nativo de la cuenca amazónica y del escudo guayanés en Sudamérica.

## Distribución y hábitat
Se distribuye por el sureste de Colombia, sur y este de Venezuela, Guyana, Surinam, Guayana francesa, casi toda la Amazonia brasileña, este de Ecuador, noreste de Perú y este de Bolivia.
Esta especie es considerada poco común en su hábitat natural, el suelo o cerca de él, en el interior de selvas húmedas de baja altitud, principalmente por debajo de los 500 m.

## Descripción
El tirahojas piquicorto mide unos 15 cm de longitud. Su plumaje es de color pardo uniforme con la garganta y parte superior del pecho de tonos anaranjados. Su cola es de color negruzco. De apariencia similar a Sclerurus mexicanus pero con el pico más corto (1,5 cm). Ambos sexos tienen un aspecto similar.

## Sistemática

### Descripción original
La especie S. rufigularis fue descrita por primera vez por el ornitólogo austríaco August von Pelzeln en 1868 bajo el mismo nombre científico; localidad tipo «Borba, Amazonas, Río Madeira, Brasil.»

### Etimología
El nombre genérico masculino «Sclerurus» deriva del griego «sklēros»: rígido, y «oura»: cola; significando «de cola rígida»; y el nombre de la especie «rufigularis», proviene del latín «rufus»: rufo  y «gularis»: de garganta; significando «de garganta rufa».

### Taxonomía
Las similitudes de plumaje sugieren a la mayoría de los autores que la presente especie es hermana de Sclerurus mexicanus.

### Subespecies
Según la clasificación del Congreso Ornitológico Internacional (IOC)  se reconocen cuatro subespecies, con su correspondiente distribución geográfica:
- Sclerurus rufigularis fulvigularis Todd, 1920 – sur de Venezuela (Amazonas, Bolívar), las Guayanas y norte de Brasil (probablemente en Roraima).
- Sclerurus rufigularis brunnescens Todd, 1948 – sureste de Colombia (hacia el sur desde Meta y Vaupés), oeste de Brasil al norte del río amazonas (al este posiblemente hasta la margen izquierda del río Negro), este de Ecuador y noreste de Perú (al norte del Amazonas en los departamentos de Amazonas, Loreto, San Martín y recientemente registrado en el suroeste de Ucayali).
- Sclerurus rufigularis furfurosus Todd, 1948 – norte de Brasil al norte del Amazonas (al este posiblemente desde el río Negro).
- Sclerurus rufigularis rufigularis Pelzeln, 1868 – sur del río Amazonas en el noreste de Perú (norte de Loreto), Brasil (Amazonas hacia el este hasta Maranhão, hacia el sur hasta el norte de Mato Grosso) y ese de Bolivia (este de Beni, noreste de Santa Cruz).

La clasificación Clements Checklist v.2018, no reconoce a la subespecie furfurosus.